# Air Niugini
Az Air Niugini Pápua Új-Guinea nemzeti légitársasága. Központja Port Moresbyben található. Az országon belül a főváros és Lae között üzemeltet járatokat, ezenkívül Ázsia, Óceánia és Ausztrália felé. A niugini szó a New Guinea tok pisin nyelven.

## Története

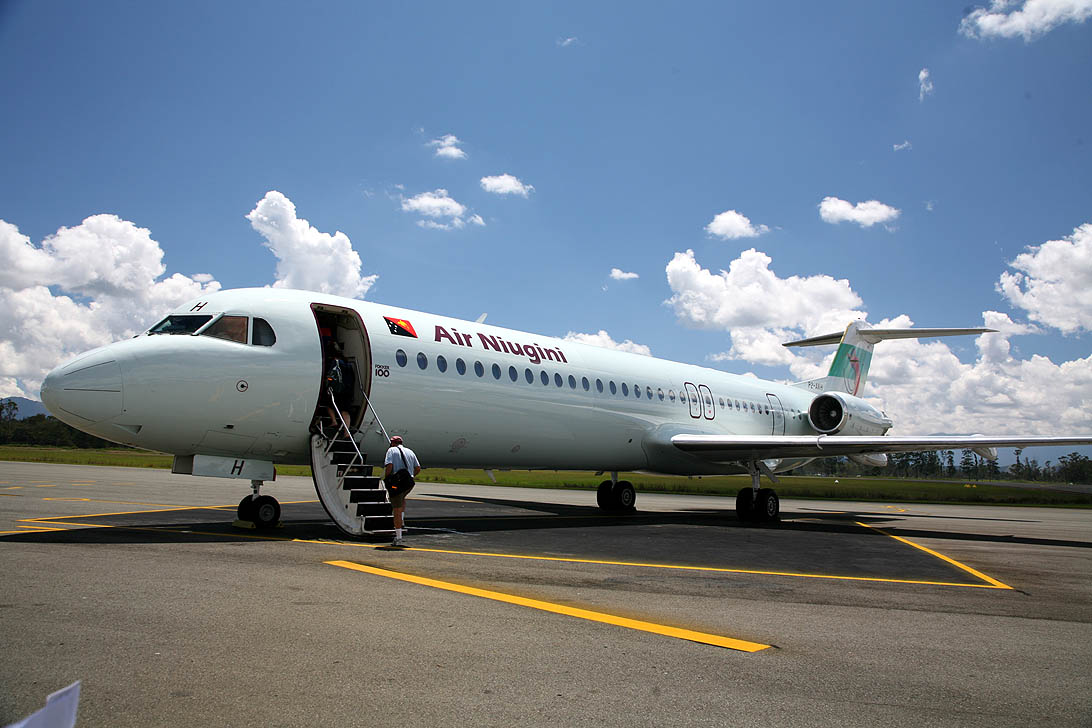
Egy Air Niugini Fokker 100-as (P2-ANH) a Kagamuga repülőtéren.

A légitársaságot 1973-ban alapították, ugyanabban az évben, amikor Pápua Új-Guinea elnyerte függetlenségét. A kormány a cég tulajdonjogának 60%-át birtokolja, emellett az Ansett (16%), a Qantas (12%) és a Trans Australia Airlines rendelkezik tulajdonnal a cégben. Kezdetben csak belföldi járatokat indítottak. Az első gépek egy DC–3-as és egy Fokker F27-es voltak. 1976-ban lízingeltek egy Boeing B720-ast, ekkor már megindultak a külföldi járatok is. Később egy Boeing 707-es szereztek a Qantastól. Az 1970-es évek végén a forgalmat főleg Fokker 28-as sugárhajtású és Fokker F27-es turbómeghajtású gépekkel bonyolítottak. 1975-től Brisbane-be indultak járatok, 1976-tól Manilába és Hongkongba.

## Flotta

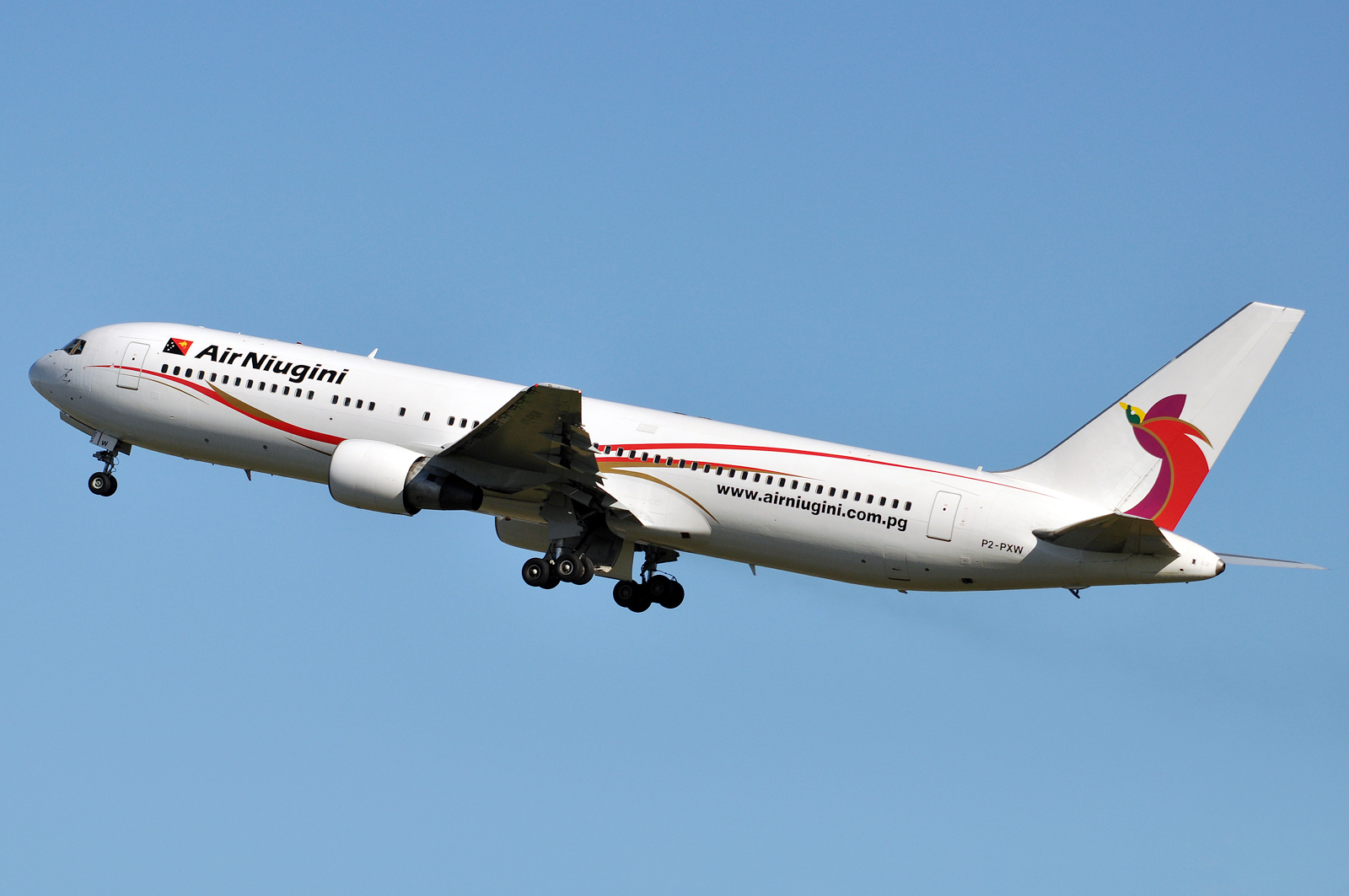
Az Air Niugini Boeing 767-300ER gépe

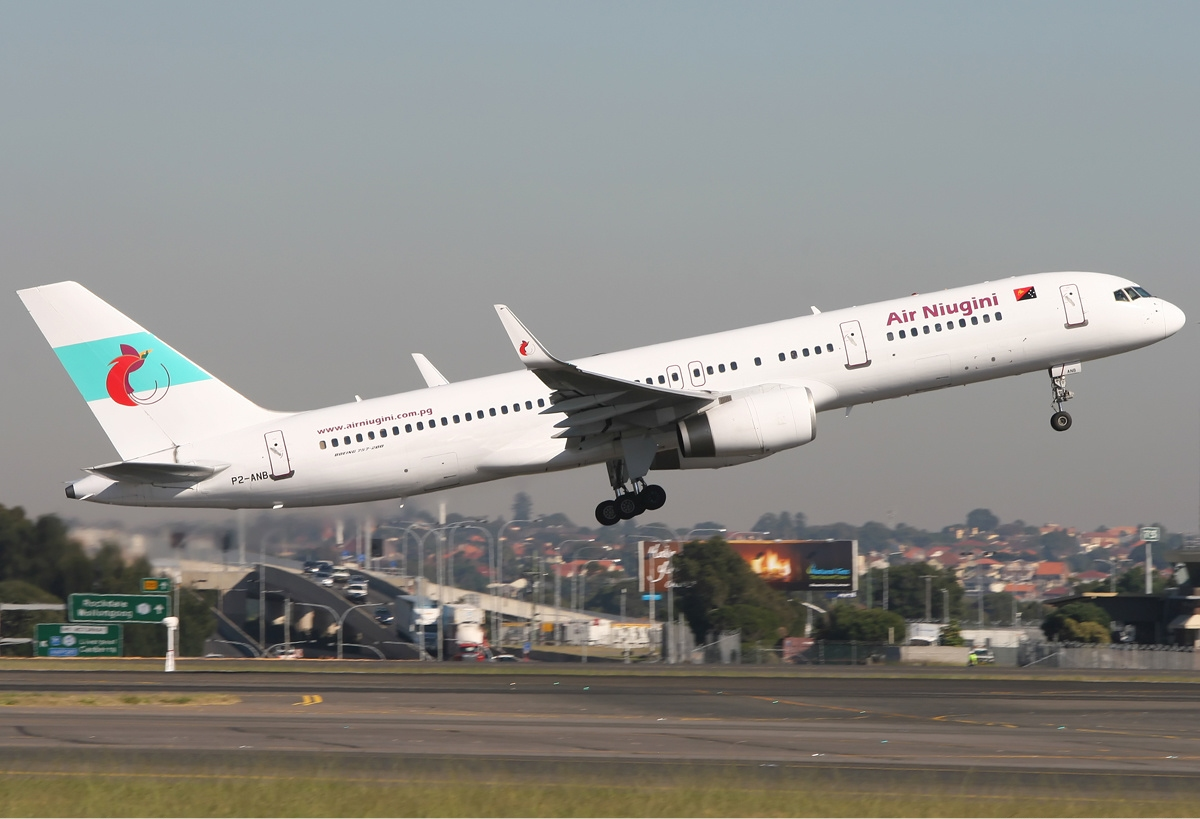
Az Air Niugini Boeing 757-200 gépe a Sydney-i repülőtéren

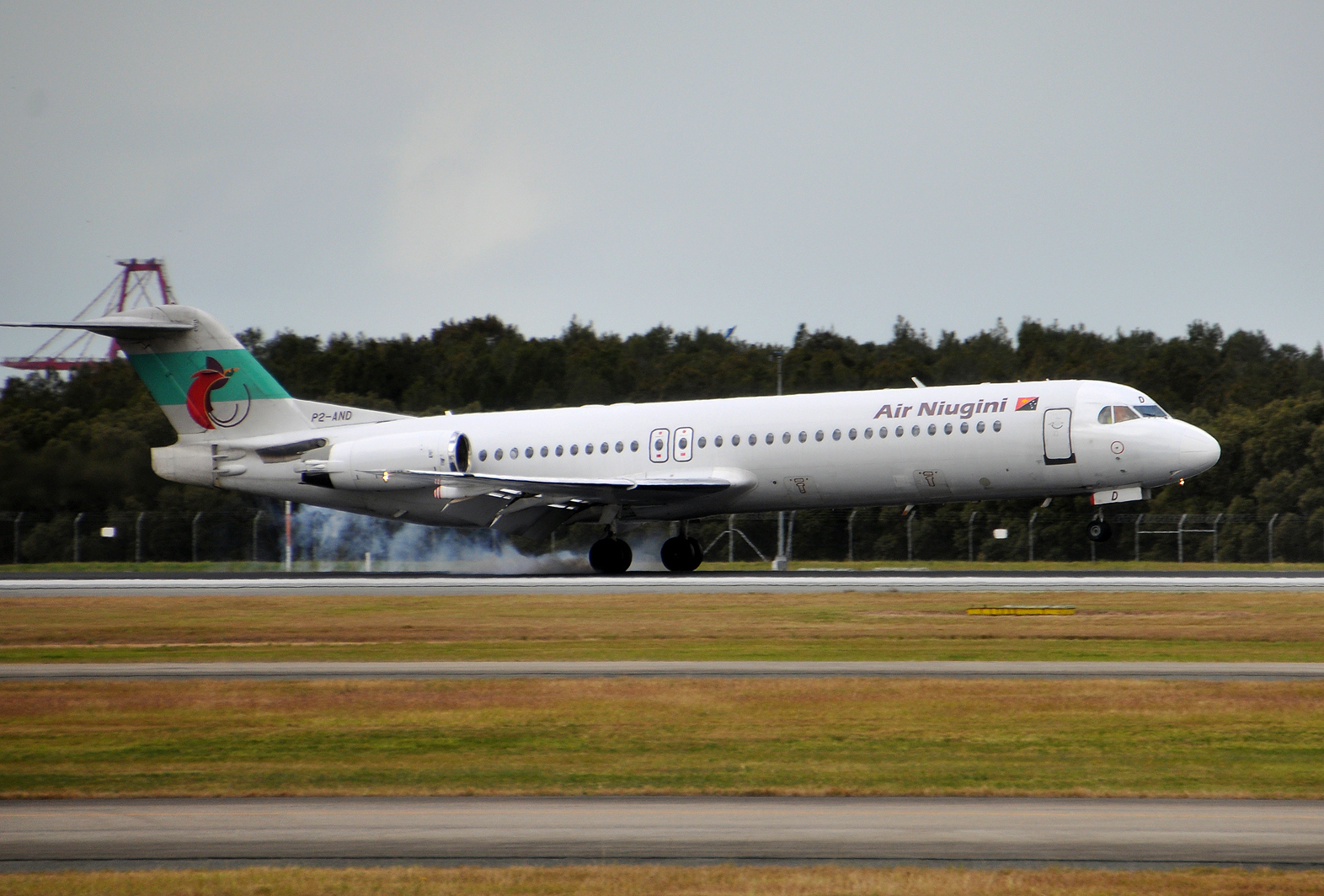
Az Air Niugini Fokker 100 gépe a brisbane-i repülőtéren

Az Air Niugini flottája (2016 novemberében):

## Incidensek
2018. szeptember 28-án reggel a PX73-as járatot teljesítő, P2-PXE lajstromjelű Boeing 737-800 gép a futópályától 137 méterre a lagúna vizére szállt le, mikor megközelítette a mikronéziai Weno szigetén lévő Chuuk nemzetközi repülőteret. A gépen huszonhat utas és tizenegy fős személyzet tartózkodott. Az egyik utas, egy férfi eltűnt.

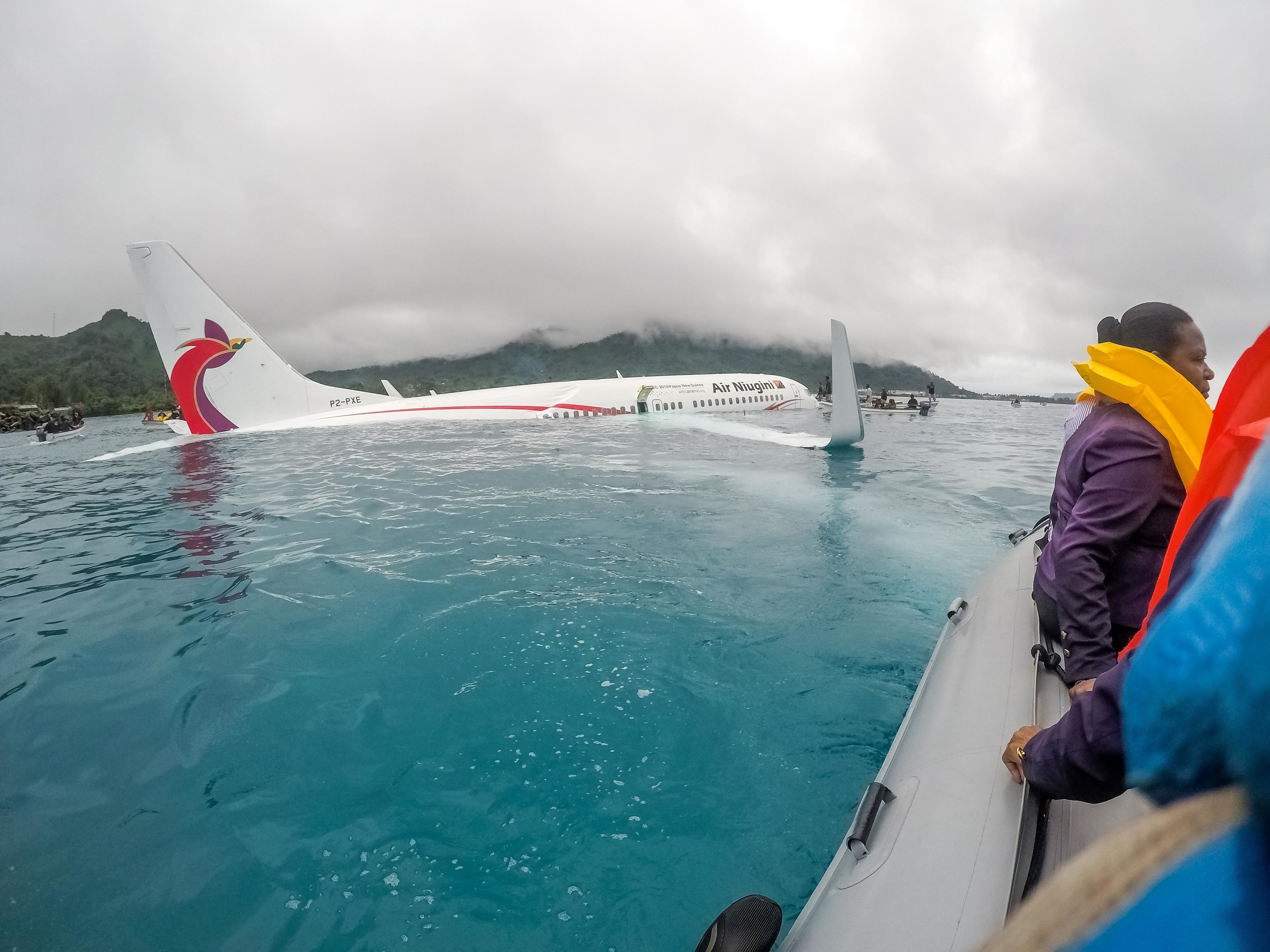